# Jacob van den Belt
Jacob van den Belt (Rotterdam, 30 september 1981) is een voormalig Nederlands betaald voetballer.
Doelman Van den Belt speelde in de jeugd voor Feyenoord en Excelsior. Later werd hij profvoetballer bij RBC Roosendaal. Namens die club speelde hij in het seizoen 2001/2002 drie wedstrijden in de eerste divisie. In de zomer van 2002 ging hij spelen voor VVV waarmee hij eveneens in drie wedstrijden uitkwam. Daarna was zijn profloopbaan ten einde en kwam hij nog uit als amateur bij DOTO, ASWH, SC Feyenoord en RVVH. 

## Profstatistieken
| Seizoen | Club           | Land      | Competitie     | Wed. | Goals |
| ------- | -------------- | --------- | -------------- | ---- | ----- |
| 2001/02 | RBC Roosendaal | Nederland | Eerste divisie | 3    | 0     |
| 2002/03 | VVV-Venlo      | Nederland | Eerste divisie | 3    | 0     |
| Totaal  | Totaal         | Totaal    | Totaal         | 6    | 0     |